# Juan José Giambiagi
Juan José Giambiagi (1924-1996) fue un físico argentino, especializado en la teoría de campos. Fue profesor de las universidades de Buenos Aires y La Plata así como investigador del CONICET.

## Biografía
En 1948 se graduó de físico en Facultad de Ciencias Exactas y Naturales de la Universidad de Buenos Aires, donde tuvo maestros de la talla de Julio Rey Pastor. Su tesis versó sobre la Aplicación del método Hadamard al cálculo del campo magnético del electrón. En 1950 obtiene su doctorado, a los 26 años. 
Pocos años después viajó al exterior para volver de Mánchester con un posdoctorado.[cita requerida] Luego se fue a Brasil para trabajar como investigador, interesado en la teoría cuántica de campos, en el Centro brasileño de Investigaciones Físicas de Río de Janeiro (CBPF).
La Comisión Nacional de Energía Atómica de la Argentina le propuso que volviera al país en 1956 para dirigir una división de física teórica y Giambiagi aceptó. Una vez aquí, además de cumplir la función para la que había sido convocado, encabezó el Departamento de Física Experimental de la Facultad de Ciencias Exactas y Naturales y creó una escuela de física teórica y experimental que ganaría prestigio como la más avanzada del Hemisferio Sur.
Cuando se produjo el golpe de Estado de 1966, Giambiagi formaba parte del directorio del CONICET (Consejo Nacional de Investigaciones Científicas y Técnicas). Como reacción ante este hecho renunció a todos los cargos oficiales que ocupaba. Se incorporó entonces por un año a la Fundación Bariloche, después volvió a Brasil, para luego regresar y ejercer la docencia en la Universidad Nacional de La Plata. En 1969 desembarcan en el Departamento de Física de la Universidad Nacional de La Plata. Ingresa a la carrera de Investigador científico del CONICET en 1975.
Figura emblemática del departamento, con su actuación en el mismo, es recordado por sus aportes tanto en lo académico como en lo político. Su trabajo más trascendente es publicado en 1972 junto con Bollini. El mismo era sobre el método de regularización dimensional, método utilizado para la renormalización de teorías de campos.
En 1976, Giambiagi volvió a emigrar. Otra vez fue Brasil su destino. Allí dirigió el Centro Latinoamericano de Física (CLAF), organismo que vinculó a investigadores de los países de la región en trabajos conjuntos, y trabajó en la Pontificia Universidad Católica de Río de Janeiro y el Centro de Investigaciones Físicas.

## Honores
- 1983: recibió el Diploma al Mérito de los Premios Konex como uno de los físicos más importantes de la Argentina.
- Gran Cruz de la Orden Nacional del Mérito Científico
- Socio Honorario de la Asociación Física Argentina.[4]

### Epónimos
En su homenaje el Departamento de Física de la Universidad de Buenos Aires y la escuela de invierno de dicho departamento llevan su nombre.